# Wanasari (Naringgul)
Wanasari is een bestuurslaag in het regentschap Cianjur van de provincie West-Java, Indonesië. Wanasari telt 3805 inwoners (volkstelling 2010).